# Royal Baking Powder Company

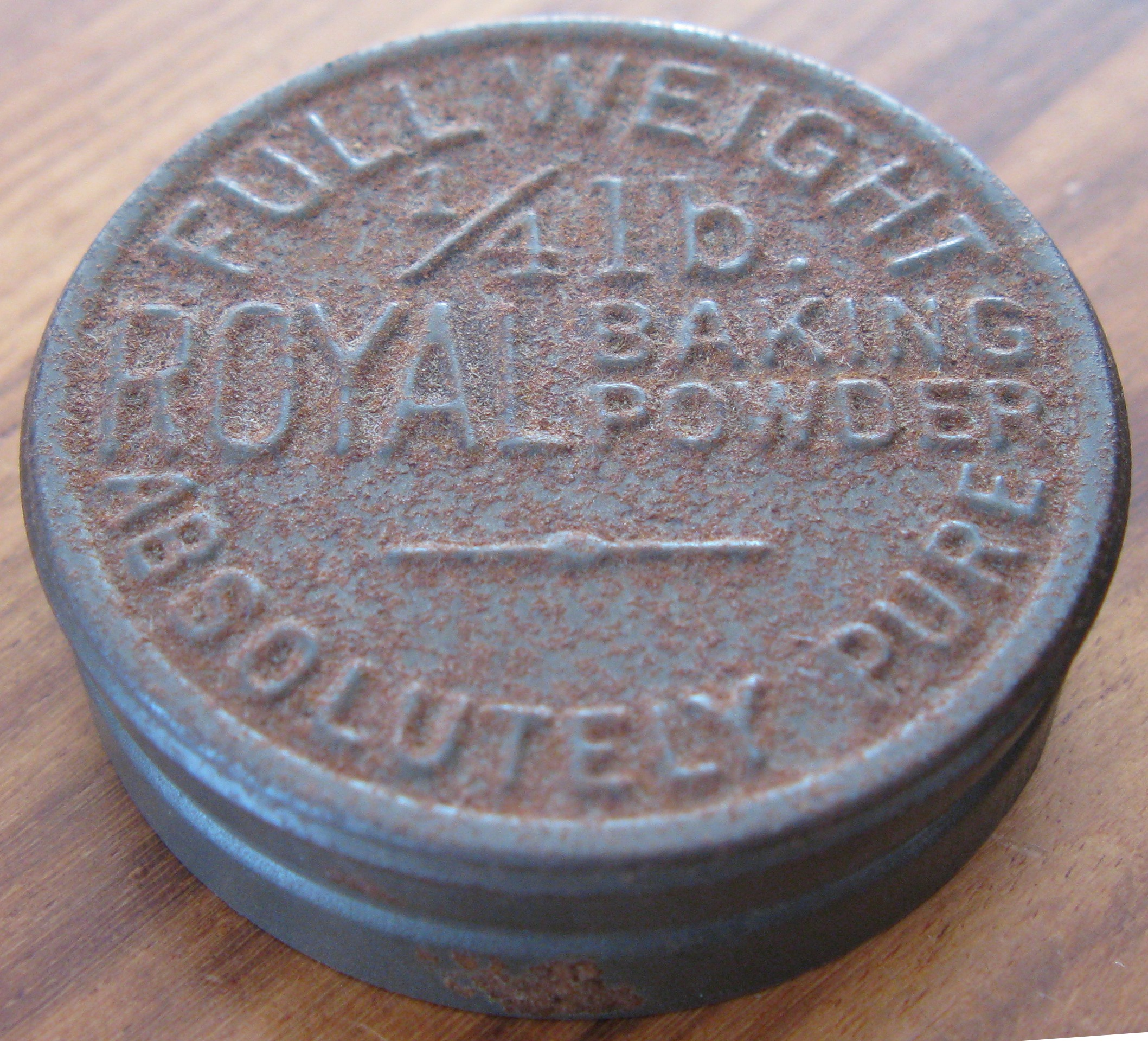
Couvercle d'une boite de Royal Baking Powder Company

La Royal Baking Powder Company fut l'un des plus grands producteurs de poudre alimentaire et levure chimique américains.

## Histoire

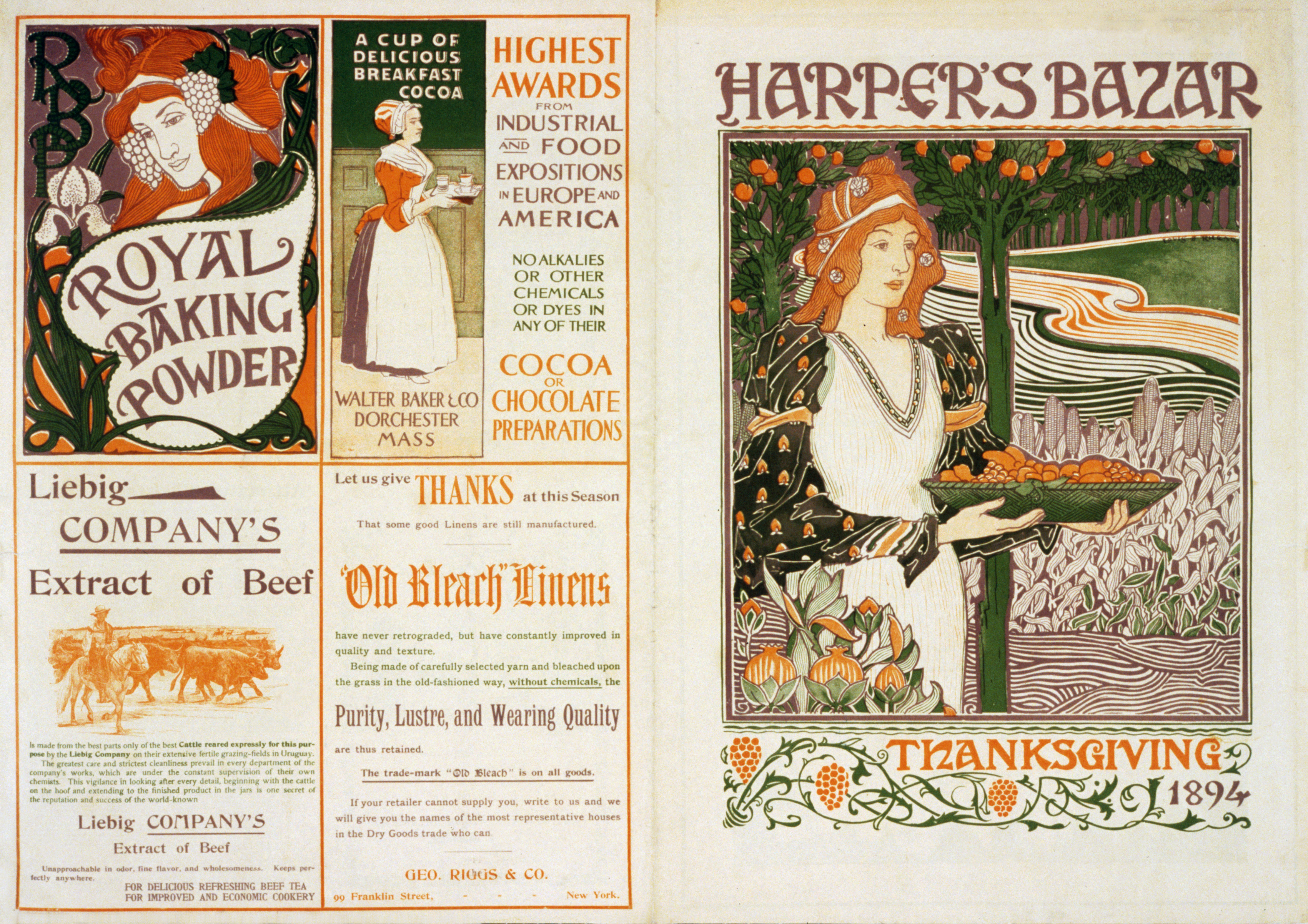
Publicité pour la Royal Baking Powder Company

Fondée par Joseph Christoffel Hoagland et William Ziegler en 1866 à Chicago, la société s’installe en 1873 à New York, se diversifie en produisant de la gélatine en 1925 et fusionne avec quatre autres sociétés en 1929 dont la Fleischmann's Yeast (en) pour former la Fleischmann's Yeast (en), deuxième marque après General Foods d'aliments emballés aux États-Unis. 
En 1930, elle devient un grand producteur de pudding et se développe sur toute l'Amérique latine. 
La marque est gérée par Kraft Foods depuis 2000. 

## Publications
La société a publié quelques ouvrages de cuisine :
- The Royal Baker, 1877
- My Favorite Receipt, 1886
- Culinary Ephemera : Baking with Different Baking Powder, 1888
- The Royal Baker and Pastry Cook, 1911
- The Little Gingerbread Man, 1923
- 55 Ways to Save Eggs, 1923
- Alum in baking powder, 1927
- 14 New Gelatin Desserts, 1929